# Burbecke (Ruhr)
Die Burbecke ist ein 2,2 km langer, orografisch rechter Nebenfluss der Ruhr im nordrhein-westfälischen Niedersfeld, Deutschland.

## Geographie
Der Bach entspringt etwa 900 m südwestlich des Langenbergs auf einer Höhe von 720 m ü. NHN. Von hier aus fließt die Burbecke überwiegend in südwestliche Richtung. Nach einer Flussstrecke von etwa 1,7 km erreicht der Bach den Ortsrand von Niedersfeld, einem Stadtteil von Winterberg. Nach der Unterquerung der Bundesstraße 480 mündet der Bach auf 509 m ü. NHN in die Ruhr.
Bei einem Höhenunterschied von 211 m beträgt das mittlere Sohlgefälle 95,9 ‰. Das etwa 3,161 km² große Einzugsgebiet der Burbecke wird über Ruhr und Rhein zur Nordsee hin entwässert.